# Live from Planet X
Live from Planet X è un live album di MF DOOM, uscito il 5 marzo 2005 per Nature Sounds. L'album è stato registrato a San Francisco, il 15 agosto 2004. In origine il titolo era Live at the DNA Lounge è l'album era venduto con Special Herbs, Vols. 5 & 6, un album strumentale pubblicato da Doom a nome "Metal Fingers". L'album contiene tracce da praticamente tutti i progetti dell'artista.
"Go with the Drawls" e "Gas Flows" sono elencati in modo errato, a causa di un'incomprensione tra Mf Doom ed il dj. Il beat di "Go with the Drawls" comincia nel momento in cui Doom attacca con le rime di "Gas Flows". Dopo la prima strofa Doom ricomincia la canzone da capo, con il beat corretto.

## Tracce
L'intero concerto, nella versione CD, è registrato in un'unica traccia, lunga 38:39.
1. "Change the Beat"
2. "Name Dropping" (aka "People, Places, and Things")
3. "Dead Bent" (accreditata come "Greenbacks" sul retro dell'album)
4. "Go with the Drawls" (aka "Go with the Flow")
5. "Gas Flows" (aka "Gas Drawls")
6. "Operation Doomsday"
7. "Hey!"
8. "Accordion"
9. "Curls"
10. "Great Day"
11. "Rhymes like Dimes"
12. "I Hear Voices"
13. "My Favorite Ladies"
14. "One Beer"
15. "Fine Print"